# コシツェ

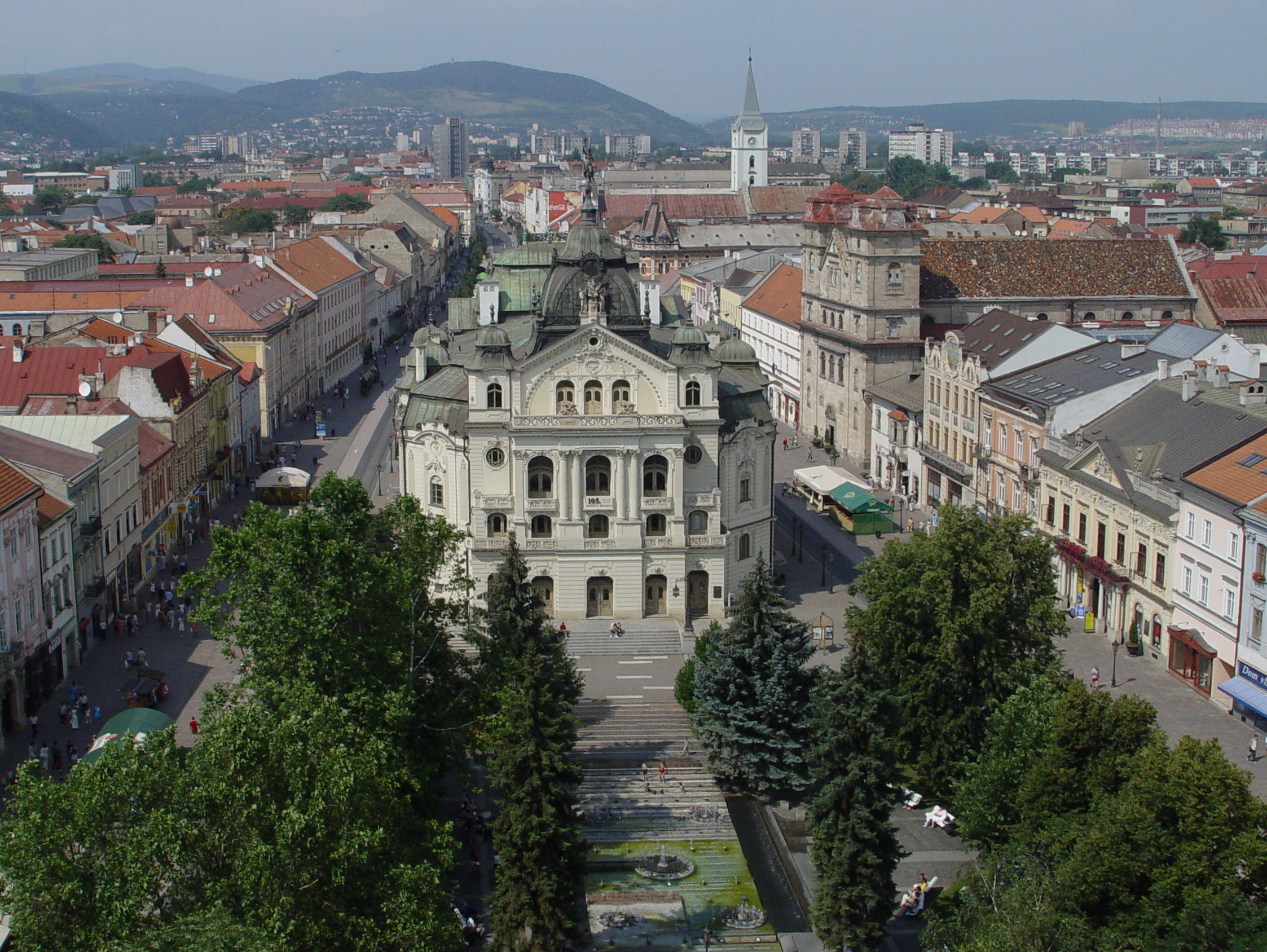
国立劇場と街の風景

コシツェ（Košice [ˈkɔʂitse], ハンガリー語：Kassa, ドイツ語：Kaschau [ˈkaʃaʊ̯] ( 音声ファイル), ラテン語:Cassovia）とはスロバキア第2の都市。2013年にはフランスのマルセイユとともに欧州文化首都であった。

## 地勢・産業
スロバキア東部に位置する代表的な工業都市。ホルナート川沿いに位置する。ハンガリー国境まで約20キロ、ウクライナの国境まで80キロ程度。近隣の都市としては、約30キロ北にプレショフ、75キロ南西にハンガリーのミシュコルツ、80キロ東にウクライナのウジホロドが位置している。

## 歴史
1290年、ハンガリー王国のもとで都市として認められた。交易路の要衝に位置したため、中世より商工業が発展した。1369年、ラヨシュ1世によりヨーロッパ最古の市章が制定された。現在のコシツェ市章は、この当時の市章にいくつかの変更を加えたものである。
第一次世界大戦後、1918年にはトリアノン条約によってチェコスロバキア領となるが、1938年11月の第一次ウィーン裁定によりハンガリーに編入された。第二次世界大戦末期にはコシツェ臨時政府が建てられ、一時的にチェコスロバキア第三共和国の最初の首都となり、第二次世界大戦後における社会主義政権の方針を定めた「コシツェ政府綱領」が出された。
1993年のチェコ・スロバキア分離にともない、スロバキア領となり、現在に至る。

## 統計
コシツェは2006年12月の調査で235,596人の人口がある。2001年調査によれば、人口の89.1%がスロバキア人、3.8%がハンガリー人、2.1%がロマ人、1.2%がチェコ人、0.5%がルシン人、0.5%がウクライナ人である。信仰は、58.3%がカトリック教会、19.4%が無宗教、7.%が東方典礼カトリック教会、4.1%がルーテル教会である。

## コシツェ出身の著名人
- ペーター・トペルツェル － ピアニスト
- イムレ・ネーメト － 陸上競技選手
- マルチナ・ヒンギス － 女子プロテニス選手
- アンナ・カロリナ・シュミエドロバ － 女子プロテニス選手
- ヴラディミア・ヤノツコ － サッカー選手

## 姉妹都市
- ブダペスト、ハンガリー
- ブルサ、トルコ
- コトブス、ドイツ
- ミシュコルツ、ハンガリー
- モービル (アラバマ州)、アメリカ合衆国
- ニシュ、セルビア
- オストラヴァ、チェコ
- プロヴディフ、ブルガリア
- ラーヘ（英語版）、フィンランド
- ジェシュフ、ポーランド
- サンクトペテルブルク、ロシア
- ウジホロド、ウクライナ
- ヴェローナ、イタリア
- ヴッパータール、ドイツ

## 参照
1. ↑  “The Arms of Košice City / 1369 - The first armorial warrant :: Official website of Košice”. www.kosice.sk. 2020年10月24日閲覧。
2. ↑  “デジタル大辞泉の解説”.   コトバンク. 2018年5月20日閲覧。
3. ↑  “History of the City :: Official website of Košice”. www.kosice.sk. 2020年10月24日閲覧。
4. ↑  “Municipal Statistics”.   Statistical Office of the Slovak republic. 2008年2月17日閲覧。